# Насибуллин, Игорь Леонидович
Игорь Леонидович Насибуллин (14 июля 1995, Курская область, Россия — 29 марта 2022, Украина) — офицер-танкист. Герой Российской Федерации.

## Биография
Игорь Насибуллин родился в семье военного. Его отец, Леонид Гыльмиярович — майор запаса, чьи сыновья пошли по стопам отца, избрав для себя военную карьеру. Брат погибшего Александр тоже военный. Будущий Герой Российской Федерации родился 14 июля 1995 года в Курской области.
Позднее его семья переехала в Янаульский район Башкирии.
Окончил Кемеровский кадетский корпус радиоэлектроники, Казанское высшее танковое командное Краснознаменное училище. Служил в танковом полку мотострелковой дивизии в Белгородской области.
Участвовал в вторжении России на Украину. По данным МО РФ, танк Насибуллина получил прямое попадание противотанковой управляемой ракетой, вытаскивая из горящей машины наводчика-оператора, Насибуллин получил смертельное ранение. Командующий войсками Западного военного округа представил Игоря Насибуллина к званию Герой Российской Федерации (посмертно).

## Награды
- Герой Российской Федерации (15 августа 2022, посмертно);
- Орден Мужества (2022)[7];
- Орден генерала Шаймуратова (Республика Башкортостан, 2022, посмертно) — за мужество и героизм[8].

## Память
- В селе Старый Варяш Янаульского района Башкирии решено назвать улицу именем Героя России Игоря Насибуллина[9].